# NGC 6356
NGC 6356 is een bolvormige sterrenhoop in het sterrenbeeld Slangendrager. Het hemelobject werd op 17 juni 1784 ontdekt door de Duits-Britse astronoom William Herschel.

## Synoniemen
- GCL 62
- ESO 588-SC1